# Lobelia valida
Lobelia valida es una especie de planta perteneciente a la familia Campanulaceae. Son nativas de Sudáfrica.

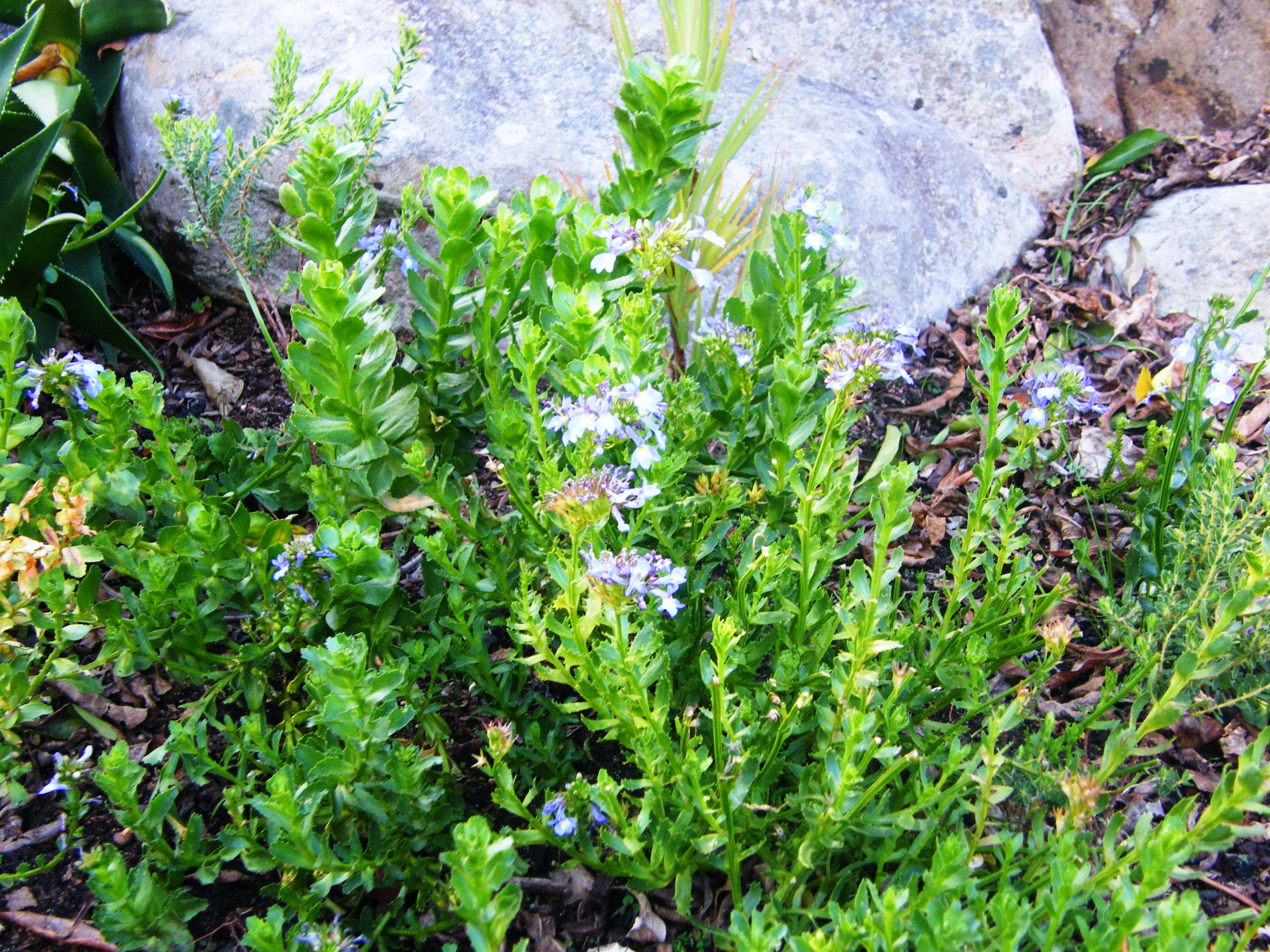
Vista de la planta

## Descripción
Es una planta herbácea perennes con ramas desde la base que se llenan de flores azules densamente agrupadas al final de los tallos. Alcanza lo 40–60 cm de altura con hojas de color verde pálido y flores de color azul.

## Taxonomía
Lobelia valida fue descrita por Harriet Margaret Louisa Bolus y publicado en Kew Bulletin 1934, 260.
Etimología
Lobelia: nombre genérico que fue nombrado en honor del botánico belga Matthias de Lobel (1538-1616).
valida: epíteto latino que significa "robusta".